# Ernest Hives
Ernest Walter Hives (21 avril 1886  – 24 avril 1965), 1er baron Hives, a été le chef de la Rolls-Royce Aero Engine division et président de Rolls-Royce Limited.

## Biographie
Hives est né à Reading dans le Berkshire. Au cours de la Seconde Guerre mondiale, il a été étroitement associé à la conception du moteur Merlin ainsi que plus tard à de nombreux moteur à réaction Rolls-Royce. Il a commencé sa vie professionnelle dans un garage local. Cependant, en 1903, il a obtenu un travail à CS Rolls car company, après avoir réparé des Rolls.
Après être devenu pilote d'essai en chef en 1908, il a dirigé l'équipe de Rolls-Royce dans les Alpes autrichienne en 1913. Pendant la Première Guerre mondiale, l'entreprise a conçu son premier moteur d'avion, l'Eagle, qu'Hives a développé avec succès, puis en 1916 il est promu chef du département expérimental. En 1919, l'Eagle alimente le bombardier bimoteur Vickers Vimy  pour le premier vol direct à travers l'Atlantique . D'autres moteurs notables ont été développés plus tard dans le même esprit qu'Hives. Parmi ceux-ci le Buzzard était le plus important, ce qui a conduit à la « série R », qui a équipé les Supermarine S.6 hydravions qui ont gagné la Coupe Schneider en 1929 et 1931 pour Rolls-Royce, et surtout le fameux moteur Merlin.
En 1936, il est devenu le directeur général de la production et un an plus tard, a été élu au conseil d'administration. En 1937, il pensait déjà que la guerre serait bientôt inévitable, il a préparé la société pour une augmentation massive de la production des moteurs Merlin. Comme le Merlin alimentait les Hurricanes et les Spitfires, c'était une décision d'une importance stratégique vitale lorsque la guerre est venue. C'est grâce à Hives qu'un total de cent soixante mille Merlins ont été produits jusqu'en 1945. En 1941 Hives a rapidement décidé de tout orienter vers les moteurs à réaction, assurant le premier rôle de l'entreprise dans le développement de moteurs à réaction pour l'aviation civile et militaire.
Le vice-chef d'état-major de l'Air Sir Wilfrid Freeman, un des cerveaux derrière les avancées spectaculaires de la production d'avion britannique avant et pendant la Seconde Guerre mondiale, a rendu hommage au dévouement de Hives dans une lettre à sa femme :
« Cet homme, Hives, est le meilleur homme que je n'ai jamais rencontré depuis bien des années. Dieu sait où la RAF aurait été sans lui. Il ne se soucie de rien d'autre que de la défaite de l'Allemagne et il donne tout dans son travail à cette fin. »
Hives est devenu directeur général en 1946 et président de Rolls-Royce de 1950 à 1956. Il a été nommé Compagnon d'Honneur en 1943 et le 7 juillet 1950, il a été élevé à la pairie comme baron Hives, de Duffield, dans le comté de Derby. Il est mort en avril 1965, âgé de 79 ans.